# Église Saint-Léonard de Léau
L'église Saint-Léonard (en néerlandais : Sint-Leonarduskerk) est une église de style gothique située sur le territoire de la commune belge de Léau (Zoutleeuw), en Brabant flamand.

## Historique

### Construction
La construction de l'église gothique Saint-Léonard commence probablement vers 1231 peu après le transfert en cet endroit du siège paroissial,.
La construction débute par le chœur durant la première moitié du XIIIe siècle et continue avec le croisillon nord. L'autre croisillon ainsi que les nefs sont édifiés vers 1300,.
En façade, la tour nord est construite au XIIIe siècle tandis que le reste de la façade est édifié vers 1300,.

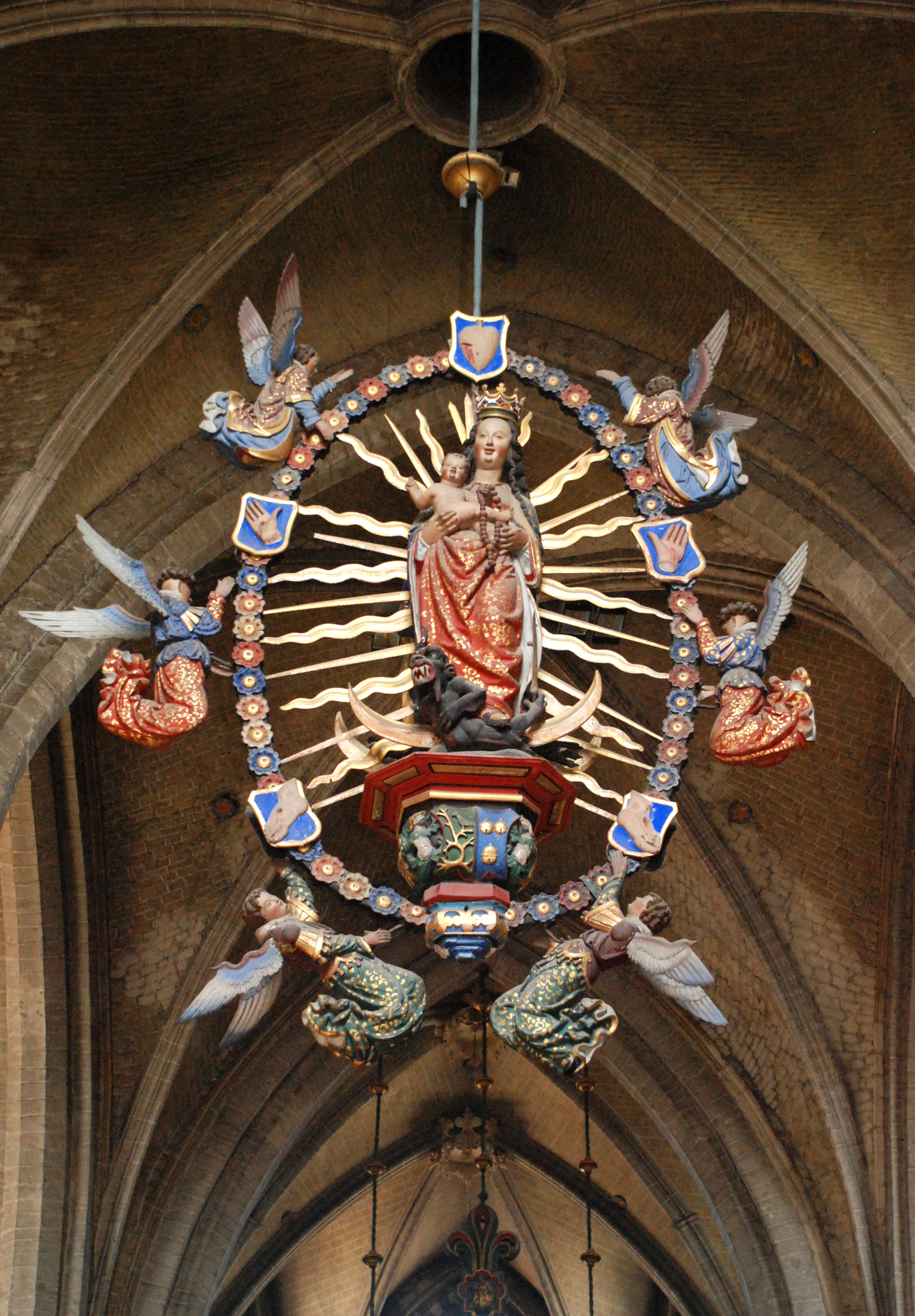

### Classement et protection
L'église fait l'objet d'un classement au titre des monuments historiques depuis le 1er février 1937.
Le beffroi d'église a été inscrit le 4 décembre 1999 sur la Liste du patrimoine mondial de la Convention de l'UNESCO de 1972.

## Architecture
|  |  |